# Solonia
Solonia reflexa es la única especie del género monotípico Solonia. Es un arbustos pertenecientes a la antigua familia  Myrsinaceae, ahora subfamilia Myrsinoideae. Es originaria de Cuba donde se encuentra en la provincia de Oriente en Sierra Maestra.

## Taxonomía
Solonia reflexa fue descrita por Ignatz Urban y publicado en Repertorium Specierum Novarum Regni Vegetabilis 18: 23. 1922.